# 瓦金
瓦金（Wagin）是一座位於西澳大利亞州小麥帶區的城鎮，位於珀斯東南約225公里（139.81英里）處，瓦金的位置在納羅金和卡坦寧之間的大南部高速公路上。瓦金的主要產業是小麥業和養羊業。
根據2021年澳大利亞人口普查的數據顯示，居住於瓦金的總人口數量為1448人。